# Episodi di The Last Man on Earth (terza stagione)
La terza stagione della serie televisiva The Last Man on Earth, composta da 18 episodi, viene trasmessa negli Stati Uniti per la prima volta dal 25 settembre 2016 al 7 maggio 2017. 
In Italia, la stagione va in onda dall'11 gennaio 2017 sul canale a pagamento Fox Comedy. 
| n° | Titolo originale                            | Titolo italiano                              | Prima TV USA      | Prima TV Italia  |
| -- | ------------------------------------------- | -------------------------------------------- | ----------------- | ---------------- |
| 1  | General Breast Theme with Cobras            | La teoria del complotto                      | 25 settembre 2016 | 11 gennaio 2017  |
| 2  | The Wild Guess Express                      | Questione di percentuali                     | 2 ottobre 2016    | 18 gennaio 2017  |
| 3  | You're All Going to Diet                    | Dimagrirete tutti!                           | 16 ottobre 2016   | 25 gennaio 2017  |
| 4  | Five Hoda Kotbs                             | Il lungo viaggio                             | 23 ottobre 2016   | 1 febbraio 2017  |
| 5  | The Power of Power                          | Il potere dell'elettricità                   | 6 novembre 2016   | 8 febbraio 2017  |
| 6  | The Open-Ended Nature of Unwitnessed Deaths | La natura incerta dei decessi non confermati | 13 novembre 2016  | 15 febbraio 2017 |
| 7  | Mama's Hideaway                             | Mamma dove sei?                              | 20 novembre 2016  | 22 febbraio 2017 |
| 8  | Whitney Houston, We Have a Problem          | Whitney Houston, abbiamo un problema         | 4 dicembre 2016   | 1 marzo 2017     |
| 9  | If You're Happy and You Know It             | Quando sei felice e sai di esserlo           | 11 dicembre 2016  | 8 marzo 2017     |
| 10 | Got Milk?                                   | L'ultima donna sulla Terra                   | 5 marzo 2017      | 12 aprile 2017   |
| 11 | The Spirit of St. Lewis                     | Lo spirito di San Lewis                      | 12 marzo 2017     | 19 aprile 2017   |
| 12 | Hair of the Dog                             | Solo un goccetto                             | 19 marzo 2017     | 26 aprile 2017   |
| 13 | Find This Thing We Need To                  | Il pistolino di Babbo Natale                 | 26 marzo 2017     | 3 maggio 2017    |
| 14 | Point Person Knows Best                     | Conoscere meglio le persone                  | 2 aprile 2017     | 10 maggio 2017   |
| 15 | Name 20 Picnics... Now!                     | 20 picnic                                    | 23 aprile 2017    | 17 maggio 2017   |
| 16 | The Big Day                                 | Il grande giorno                             | 30 aprile 2017    | 24 maggio 2017   |
| 17 | When the Going Gets Tough                   | Quando il gioco si fa duro                   | 7 maggio 2017     | 31 maggio 2017   |
| 18 | Nature's Horchata                           | Fuga per la salvezza                         | 7 maggio 2017     | 7 giugno 2017    |